# 秋色庵大坂家
秋色庵大坂家（しゅうしきあんおおさかや）は、東京都港区三田にある老舗の和菓子屋。正式商号は株式会社大坂家。

## 概要
- 江戸へ移る前は大坂表（おおさかおもて＝大坂方面）に店があったとされ、店名の由来となっている。
- 江戸での創業は元禄年間(1688～1703）で、創業当時は屋号を「大坂屋」としており、1895年まで日本橋小網町に店を構えていた。
- 江戸時代の頃は、大宝令で定められた国司の階級である「伊勢大掾（いせだいじょう）」という称号を持っていた。
- その後15代目の時に貰い火により焼け出され、現在の東京都港区芝にある金杉橋に移る。
- 16代が店名を「大坂家」と改め、1923年9月の関東大震災に遭遇し、再び店を焼失。その後、現在の三田に移り、現在に至る。
- 「秋色庵」の「秋色」は、先祖で俳人であった秋色女（しゅうしきじょ）から名をとったもので、商品名にも使われている。

## 主な商品
- 秋色最中 - 元祖三色最中。栗、小倉、黒糖の三種類。
- 秋色羊羹 - 小倉、抹茶、黒糖の三種類。
- 秋色汁粉 - 懐中汁粉。
- 君時雨 - 白餡と卵黄だけを練りこんで作った黄身餡を蒸した上生菓子。
- 織部饅頭 - 織部焼の釉薬の垂れる様をあらわした薯蕷饅頭。織部饅頭の元祖。